# Финтина-Домняске
Финтина-Домняске (рум. Fântâna Domnească) — село у повіті Мехедінць в Румунії. Входить до складу комуни Прунішор.
Село розташоване на відстані 252 км на захід від Бухареста, 21 км на схід від Дробета-Турну-Северина, 76 км на захід від Крайови.

## Населення
За даними перепису населення 2002 року у селі проживали 294 особи, усі — румуни. Усі жителі села рідною мовою назвали румунську.